# Fort Shawnee (Ohio)
Fort Shawnee es una villa ubicada en el condado de Allen en el estado estadounidense de Ohio. En el Censo de 2010 tenía una población de 3726 habitantes y una densidad poblacional de 198,4 personas por km².

## Geografía
Fort Shawnee se encuentra ubicada en las coordenadas 40°40′52″N 84°7′53″O / 40.68111, -84.13139. Según la Oficina del Censo de los Estados Unidos, Fort Shawnee tiene una superficie total de 18.78 km², de la cual 18.67 km² corresponden a tierra firme y (0.59%) 0.11 km² es agua.

## Demografía
Según el censo de 2010, había 3726 personas residiendo en Fort Shawnee. La densidad de población era de 198,4 hab./km². De los 3726 habitantes, Fort Shawnee estaba compuesto por el 94.63% blancos, el 2.47% eran afroamericanos, el 0.24% eran amerindios, el 0.43% eran asiáticos, el 0.05% eran isleños del Pacífico, el 0.99% eran de otras razas y el 1.18% pertenecían a dos o más razas. Del total de la población el 1.88% eran hispanos o latinos de cualquier raza.